# Krümpersystem

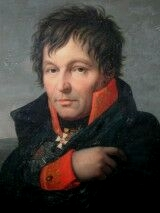
Gerhard von Scharnhorst, Gemälde von Friedrich Bury

Das Krümpersystem ist ein von Gerhard Johann David von Scharnhorst ausgearbeitetes System, mit dem in den Jahren 1808 bis 1812, während der Napoleonischen Kriege, die Begrenzung des preußischen Heeres umgangen wurde. Es gilt auch als Vorstufe der späteren Volkswehr und der späteren allgemeinen Wehrpflicht.

## Das System
Nach der Niederlage Preußens im Krieg 1806/07 schlug der Vorsitzende der Militär-Reorganisationskommission, Generalmajor von Scharnhorst, im Juli 1807 vor, eine Reservearmee zu schaffen. Jährlich sollte eine bestimmte Anzahl ausgebildeter Soldaten entlassen und durch Rekruten ersetzt werden. Aus diesem Vorschlag und einigen anderen Entwürfen entstand die „Kabinettsordre betreffend die Ausbildung einer Kriegsreserve“ vom 6. August 1808. Danach wurden seit Herbst 1808 in jeder Kompanie monatlich 3–5 oder mehr Soldaten beurlaubt und dafür ebenso viele Rekruten eingezogen, ausgebildet und nach 4 Wochen, später nach 2 Monaten, wieder entlassen. Diese kurzfristig ausgebildeten Soldaten hießen Krümper.
Durch diese Maßnahmen wurde die im Frieden von Tilsit von Napoleon I. für Preußen festgesetzte Begrenzung der Präsenzstärke des stehenden Heeres auf 42.000 Mann und das Verbot für die Aufstellung einer Miliz und von Reserveeinrichtungen zwar eingehalten, gleichzeitig wurde aber durch rasche Ausbildung der Rekruten und ihre vorzeitige Entlassung als Krümper („Krumme“) eine kriegstaugliche Reservetruppe geschaffen.
Seit 1809 wurden die eingezogenen Rekruten nicht mehr entlassen, sondern es schieden an ihrer Stelle langjährig gediente Soldaten aus, die man ebenfalls als Krümper in den Regimentslisten führte. 1811 bestimmte eine Kabinettsorder, künftig in jeder Kompanie 8 und in jeder Eskadron 3 Rekruten auszubilden. Bereits im Herbst 1812 standen 33.337 feld- und 3.087 garnisonstaugliche Krümper zur Verfügung.
Das Krümpersystem schuf eine militärische Reserve und bildete die Voraussetzung für die rasche Aufstellung einer kriegstüchtigen Armee im napoleonischen  Krieg 1813/14.